# Juan Pablo Freytes
Juan Pablo Freytes (Ticino, 11 de janeiro de 2000) é um futebolista argentino que atua como zagueiro ou lateral-esquerdo. Atualmente joga no Fluminense.

## Carreira

### Newell's Old Boys e empréstimos
Juan Freytes assinou seu primeiro contrato profissional com o Newell's Old Boys na temporada 2018. O jogador ficou por sete temporadas no clube, mas passou a grande maioria delas emprestado, tendo passado por equipes como Independiente Rivadavia, Unión La Calera e por fim Alianza Lima, clube no qual se destacou como zagueiro e ala no ano de 2024.

### Fluminense
No dia 3 de janeiro de 2025, Freytes foi anunciado como novo reforço do Fluminense para a temporada 2025. Sua aquisição custou cerca de 20 milhões de reais.
Freytes se firmou como titular da equipe atuando ao lado de Thiago Silva, tendo seu maior destaque em 2025, no Copa do Mundo de Clubes da FIFA, onde foi um dos melhores jogadores da equipe no mundial em que o Fluminense chegou a semifinal, ao ponto de ser considerado pelo ex-zagueiro Marco Materazzi um dos melhores zagueiros do torneio.